# Тайо (провинция Тренто)
Тайо (итал. Taio) — упраздённая коммуна в Италии, расположена в автономной области Трентино-Альто-Адидже, подчиняется административному центру Тренто. Ныне является фракцией коммуны Предайя.
Население коммуны, на 31.12.2014 года, составляло 3024 человека, плотность населения — 267,29 чел./км². Коммуна занимала площадь 11,31 км². 
Почтовый индекс — 38012. Телефонный код — 0463.
Покровителем коммуны почитается святой Виктор, день его памяти ежегодно отмечается 8 мая.

## Демография
Динамика населения:

## Администрация коммуны
- Официальный сайт: https://web.archive.org/web/20070403200637/http://www.comune.taio.tn.it/